# Франсиско Ларго Кабальєро
Франсиско Ларго Кабальєро (ісп. Francisco Largo Caballero; нар. 15 жовтня 1869, Мадрид — пом. 23 березня 1946, Париж) — іспанський політик-синдикаліст, глава Іспанської соціалістичної робітничої партії (ІСРП) і Загального союзу трудящих після смерті їх засновника Пабло Іглесіаса. За часів Другої республіки обіймав посаду міністра праці (1931–1933) і був головою уряду (1936–1937).

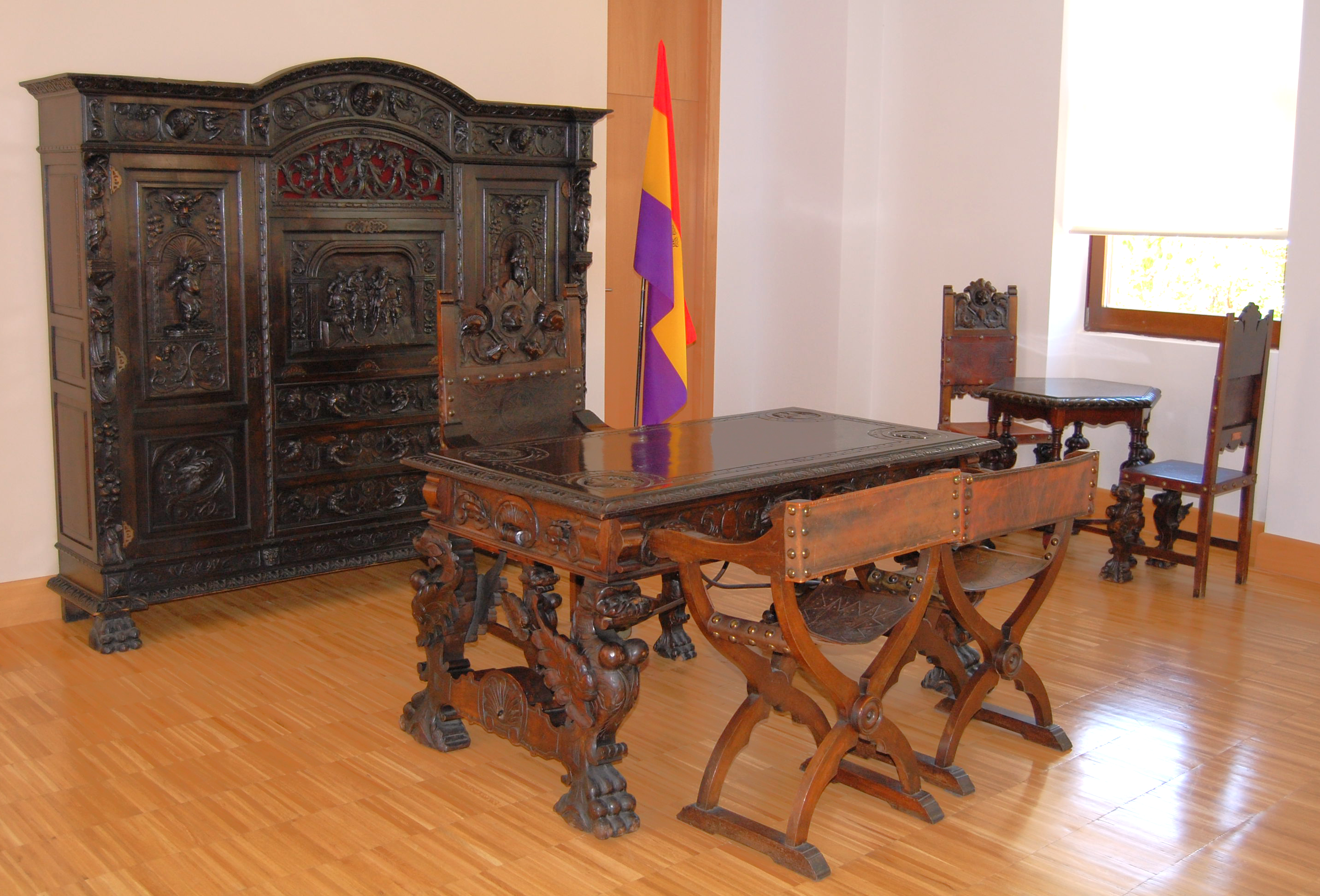
Кабінет Франциско Ларго Кабальеро, що зберігається в Алькала-де-Енарес.